# Nauendorf (Adelsgeschlecht)

Stammwappen derer von Nauendorf

Nauendorf, auch Nauendorff oder Naundorf, ist der Name eines alten thüringischen Adelsgeschlechts. Die Familie gehört zum osterländischen Uradel und gelangte später vor allem in Sachsen, aber auch in Nassau, zu Besitz und Ansehen.

## Geschichte

### Herkunft
Erstmals urkundlich erwähnt wird das Geschlecht im Jahre 1197 mit Heinricus de Naundorf. Die ununterbrochene Stammreihe der Familie beginnt um 1380 mit Christoph von Nauendorf auf Nauendorf und Caasen.
Nauendorf, das namensgebende Stammhaus, ist heute ein Ortsteil der Gemeinde Großenstein im Landkreis Greiz in Thüringen. Der Ort wird am 9. November 1121 erstmals in einer Urkunde genannt. Das Nauendorfer Rittergut bestand wahrscheinlich seit der Gründung des Ortes und war der Ausgangspunkt des Dorfes. Es befand sich im Besitz der Familie von Nauendorf.
Nach Kneschke gab es noch eine weitere Familie gleichen Namens. Sie kam ursprünglich aus der Neumark, führt aber ein anderes Wappen (im Schild eine Bärentatze).

### Ausbreitung und Persönlichkeiten
Weitere frühe Namensträger waren die Brüder Conrad und Theodoricus von Naundorff, die 1306 urkundlich als Zeugen erscheinen, ebenso Dietrich von Naundorf in den Jahren 1314, 1340 und 1361, sowie Eberhard de Naundorf 1331. Ludwig von Nauendorf soll 1317 als Zeuge in einem Stiftungsbrief der Canonicorum Sixti zu Merseburg aufgetreten sein.
Der Urenkel des Stammvaters Christoph von Nauendorf, Heinrich II. von Nauendorf, Enkel von Nicol und Sohn von Dieze, lebte um die Mitte des 15. Jahrhunderts. Dessen Urenkel Uzo († 1605), der 1570 zu den Stammgütern Nauendorf und Caasen auch Zeilsdorf durch Vermählung mit Martha von Ende erwerben konnte, soll zu seiner Zeit zu den gelehrtesten unter dem Adel gezählt haben. Zeilsdorf ging jedoch unter seinem Enkel Hans Ludwig, wahrscheinlich infolge des Dreißigjährigen Krieges, welcher die Familie stark schädigte und in welchem das Stammhaus von den Schweden bis auf die Grundmauern niedergebrannt wurde, wieder verloren. Bereits genannter Enkel Hans Ludwig von Neuendorf († 1691), Herr auf Nauendorf und Großenstein, wurde fürstlich braunschweig-wolfenbüttler Rat und Lehnspropst. Er hinterließ die beiden Söhne Georg Ehrenfried und Hans Ludwig. Georg Ehrenfried von Nauendorf († 1734), Herr auf Kauern und Hilberstdorf, wurde fürstlich bayreuther Wirklicher Geheimer Rat, Landschaftsdirektor, Landeshauptmann zu Bayreuth, Oberamtshauptmann zu Münchberg, Amtshauptmann zu Lichtenberg und Thierbach, Hofrichter des Hofgerichts zu Jena und Ritter des Ordre de la sincérité (Orden der Aufrichtigkeit – der Vorgänger des Roten Adlerordens). Er heiratete Dorothea Freiin von Hünefeld und konnte den Stamm mit drei Söhnen fortsetzten. Sohn Hermann Carl Ludwig von Nauendorf war 1729 preußischer Kammerherr. Georg Ehrenfrieds Bruder Hans Ludwig von Nauendorf († 1720), Herr auf Nauendorf, Caasen und Großenstein, war herzoglich sachsen-gothascher Landkammerrat und Obersteuereinnehmer in Altenburg. Er hinterließ aus seiner Ehe mit Luise Freiin Bachoff von Echt vier Söhne.
Der ältere Grundbesitz der Familie in Thüringen lag vor allem in den Fürstentümern Reuß ältere und Reuß jüngere Linie, darunter auch Kauern. Das Stammgut Nauendorf wurde ein Fideikommiss der freiherrlichen Linie. In neuerer Zeit waren die Nauendorfer auch im Königreich Sachsen besitzlich, so unter anderem in  Geilsdorf, Kloschwitz und Kreischa. Zahlreiche Angehörige dienten als Offiziere in der Sächsischen Armee. Carl Georg Heinrich von Nauendorf nahm als königlich sächsischer Oberstleutnant 1848 seinen Abschied und lebte bis zu seinem Tod 1862 in Dresden. Aus seiner Ehe mit einer Tochter aus dem Adelsgeschlecht von Seydlitz stammte Philipp Leo von Nauendorf. Er wurde königlich sächsischer Oberleutnant. Aus dessen Ehe mit einer von Heygendorf kam Ferdinand von Nauendorf, Herr auf Geilsdorf und königlich sächsischer Kammerherr. Heinrich von Nauendorf war 1858 Oberleutnant und Adjutant im 3. k.k. Ulanenregiment. Leo von Nauendorf, auf Geilsdorf und Schwand, königlich sächsischer Kammerherr und Hauptmann, wurde am 23. September 1904 unter der Nummer 145 in das königlich sächsische Adelsbuch eingetragen.
Ein Zweig gelangte in das Herzogtum Nassau und war dort, wegen Besitzes in Kiedrich im ehemaligen Amt Eltville, bis 1848 in die Herrenbank wählbar. Gottlob von Nauendorf (* 1752) starb 1819 als nassauischer Oberst. Sein Sohn Adolf von Nauendorf (1781–1842) war nassauischer Generalmajor und Flügeladjutant. Dessen Sohn Moritz Freiherr von Nauendorf (1832–1872) war nassauischer Kammerherr und Hauptmann. Mit der Annexion Nassaus durch Preußen nach dem gewonnenen Deutschen Krieg, wurde Nauendorf mit seinem Patent in das Offizierskorps in das 4. Magdeburgische Infanterie-Regiment Nr. 67 übernommen. Mit dieser Verband kämpfte er im Krieg gegen Frankreich und erwarb das Eiserne Kreuz II. Klasse. 1859 heiratete er Emilie Freiin von Langsdorff (1835–1906). Das Paar hatte zwei Kinder, Sohn Moritz (* 1860) und Tochter Emilie (* 1864). Moritz Freiherr von Nauendorf war zunächst preußischer Premierleutnant im Infanterie-Regiment Nr. 138 und später preußischer Major, und seit dem Jahr 1905 verheiratet mit Bertha Felicitas, Tochter Louis Schellenbergs.

### Standeserhebungen
Friedrich August Joseph von Nauendorf, k.k. Oberstwachtmeister, erhielt am 12. März 1779 zu Wien den erbländisch-österreichischen Grafenstand mit der Anrede Hoch- und Wohlgeboren. Er starb unverheiratet und ohne Kinder. Damit erlosch auch die Linie der Grafen von Nauendorf.
Die Brüder Friedrich Christian Ludwig, auf Nauendorf, herzoglich nassauischer Kammerherr und Oberforstmeister, und Heinrich von Nauendorf, herzoglich nassauischer Kammerherr und Oberstleutnant im 1. leichten Infanterie-Regiment, erhielten 1812 eine nassauische Anerkennung des Freiherrenstandes. Ihre Nachkommen erhielten am 13. Mai 1881 eine preußische Anerkennung des Freiherrentitels durch Heroldsamtsreskript.

### Archivbestände
Ein Teil des schriftlichen Nachlasses der Familie Nauendorf befindet sich im Sächsischen Staatsarchiv am Standort Hauptstaatsarchiv Dresden. Das betrifft vor allem Unterlagen der Besitzer des  Rittergutes Geilsdorf. Die Archivalien mit einer Laufzeit von 1601 bis 1899 haben einen Umfang von 1,20 lfdm. Der Bestand beinhaltet Klagesachen sowie Dokumente der Vermögens- und Schuldenverwaltung des Geilsdorfer Rittergutes.

## Wappen

### Stammwappen
Das Stammwappen ist von einem mit drei roten Rosen belegten, schwarzen Schrägrechtsbalken von Rot und Silber (auch Silber und Rot) geteilt. Auf dem Helm mit rot-silbernen Decken zwei Büffelhörner, das rechte von Silber, Schwarz und Rot, das linke von Rot, Schwarz und Silber geteilt.

### Wappengeschichte
Abdrücke von Petschaften zeigen verschiedene Varianten des Wappens. Auf einigen erscheint der Schild von Silber und Rot schräglinks geteilt mit einem schräglinken Balken. Ein ganz silberner Schild und der Adlerflug auf dem Helm, wie in Johann Siebmachers Wappenbuch (1605) angegeben, kommt auf den Lackdrücken nicht vor. Dort erscheint das Familienwappen unter den thüringischen und heißt v. Newendorf. Das Wappen zeigt im silbernen Schild ein schräglinker mit drei sechsblätterigen, roten, mit goldenen Butzen und grünen Blättern versehenen Rosen belegter, schwarzer Balken. Auf dem Helm, der weder gekrönt noch gewulstet ist, ein links kehrender, geschlossener, silberner Adlerflug, dessen vorderer, rechter Flügel mit dem linken Schrägbalken und den Rosen des Schildes belegt ist. Die Blasonierung sagt: „ein weisser Schild, dadurch eine schwarze Strasse, die Rosen darin roth mit gelben Butzen. Auf dem Helme die Flügel wie der Schild. Die Helmdecken roth und silbern“.
Nach Kneschkes Wappen der deutschen freiherrlichen und adeligen Familien (1857) ist das Wappen im von Rot und Silber schrägrechts geteilten Schild (das Rot ist rechts unten, das Silber links oben) ein schrägrechter, schwarzer Balken, welcher mit drei untereinander stehenden sechsblätterigen, roten Rosen mit goldenen Butzen und grünen Blättern belegt ist. Auf dem Schild steht ein gekrönter Helm, welcher zwei Büffelshörner trägt, von welchen das rechte von Silber, Schwarz und Roth, das linke von Roth, Schwarz und Silber quer geteilt ist. Die Helmdecken sind rot-silbern. Im Dresdner Calender zum Gebrauch für die Residenz (1847 und 1849) wird das Wappen wie folgt beschrieben: „ein durch einen schwarzen mit drei Rosen belegten Schrägbalken getheilter, oben silberner, unten rother Schild, auf dessen gekröntem Helme zwei mit dem schwarzen Schrägbalken belegte Büffelshörner erscheinen“.
Der Helm kommt aber auch, anstatt gekrönt, gewulstet vor. Bei der Erhebung in den Grafenstand ist das Stammwappen unverändert beibehalten und auf den Schild nur noch eine neunperlige Krone gesetzt worden. Ein Abdruck der Petschaft des k.k. Oberstwachtmeisters Friedrich August Joseph Grafen von Nauendorf, zeigt den Schild von Rot und Silber schrägrechts geteilt mit einem schrägrechten, schwarzen Balken, welcher mit drei fünfblätterigen Rosen belegt ist. Auf der auf dem Schild stehenden neunperligen Krone erhebt sich ein gekrönter Helm, welcher zwei Büffelshörner, deren Tinktur nicht deutlich ist, trägt. Den Schild umgeben zu beiden Seiten unten Fahnen und Kriegsarmaturen.

## Bekannte Familienmitglieder
- Friedrich August Joseph von Nauendorf (1749–1801), österreichischer Feldmarschallleutnant
- Adolf von Nauendorf (1781–1842), nassauischer Generalmajor
- Heinrich von Nauendorf (1860–1905), preußischer Major